# Julián Simón de la Torre
Julián Simón de la Torre (Madrid, 23 de agosto de 1956-Miranda de Ebro, 5 de noviembre de 2015) fue un político español.

## Biografía
Nacido en Madrid el 23 de agosto de 1956, era hijo del político Julián Simón Romanillos, que fue alcalde de Miranda de Ebro durante más de 13 años por el PSOE. Estudió Derecho en la Universidad de Valladolid y fue secretario general del PSOE de Burgos entre 1986 y 2000. En las elecciones generales de 1996 fue elegido diputado del PSOE por Burgos y revalidó el acta nuevamente en 2000 y 2004. En las generales de 2008 fue en las listas del PSOE al Senado por Burgos y resultó elegido senador, cargo que abandonó en junio de 2011 para presentarse a las elecciones a las Cortes de Castilla y León de ese mismo. Resultó elegido procurador en Cortes, cargo que ya había ocupado entre 1983 y 1996, y permaneció en el cargo hasta 2015. Falleció el 5 de noviembre de 2015 en Miranda de Ebro a causa de un infarto, a los 59 años de edad.